# Вацлав Петро Жевуський
Ва́цлав-Петро́ Жеву́ський (пол. Wacław Piotr Rzewuski; 29 жовтня 1706, Розділ, нині Львівська область — 27 жовтня 1779, Селець) — державний і політичний діяч Речі Посполитої. Представник шляхетського роду магнатів Жевуських гербу Кривда. Воєвода подільський (1736—1762) і краківський.

## Життєпис
Навчався в колегіумі піярів у Белзі або у Варяжі.
1728 року після смерті батька успадкував величезні володіння та кошти. Швидко зробив кар'єру у державі. 24 лютого 1734 Юзеф Потоцький призначив його комендантом Кам'янецької фортеці.
17 жовтня 1732 став польним коронним писарем. 1735 року отримав почесний Орден Білого Орла. 1736 року був обраний маршалком сейму. У 1736–1750 та 1756–1762 роках мав посаду подільського воєводи. 1752 року отримав призначення на посаду польного коронного гетьмана. Спочатку був прихильником поміркованих реформ у державі, але згодом став запеклим ворогом будь—яких змін у Речі Посполитій, намагаючись зберегти «золоті шляхетські вольності».

### Радомська конфедерація
1767 року став одним з організатором Радомської конфедерації, спрямованої проти зради Російської імперії. Вацлав Жевуський підтримував кандидатуру Франциска Потоцького на польський престол. Потоцький отримав через Н.Рєпніна запевнення в повній підтримці зі сторони петербурзького уряду, який, попередньо домовившись з Пруссією про поділ земель, готував Потоцькому зраду. В останній момент була висунута кандидатура С. Понятовського, яку підтримував Чорторийський. Потоцький усвідомив зраду, але не був готовий до такого повороту подій. Як протиставлення цій зраді була організована Радомська конфедерація, учасником якої був Жевуський. Потоцькі подалися в Туреччину і спонукали Туреччину розпочати проти Росії війну, Жевуський разом із сином потрапив до московитського полону, в якому перебував 5 років.
Відкрито виступав проти діяльності російського посланця у Варшаві Ніколая Рєпніна; за наказом останнього до 1772 року В. П. Жевуського та його сина Северина відправили у заслання до м. Калуга.

### Після московитського полону
Близько 1772 року отримав Ковель від Димітра Яблоновського. За час відсутності В. П. Жевуського у Речі Посполитої майновий та фінансовий стан родини суттєво погіршився. По поверненню до Польщі у 1773 році став великим коронним гетьманом. Після цього був старостою Холма, Романова, Долини, Дрогобича, Крушвиці, Улані. З 1778 до 1779 року був каштеляном краківським.

## Маєтності, фундації
1765 року державив містечко Озеряни (тепер Борщівський район). Був співфундатором костел піярів у Холмі (1753—1763 рр., проект Паоло Фонтани).

## Культурна діяльність
Значну частину свого життя присвятив меценатству, колекціюванню, складанню віршів. Головною резиденцією з 1728 рода Жевуських став Підгорецький замок. Сюди з інших володінь В. П. Жевуський, особливо із замку Олеська, перевіз багато коштовних речей, картин, меблів. Значну частину замку у Підгірцях було виділено для демонстрації колекції картин, зброї, меблів, порцеляни, стародруків та рідких рукописів. Все це довгий час Вацлав збирав по всій країні, також у Європі. Окрему кімнату Жевуський приділив для особистих речей короля Яна III Собеського.
1754 року створив у своєму маєтку придворний оркестр та театр. Для вистав цього театру особисто складав трагедії, комедії (на кшталт творів Мольєра), робив також переклади давньоримського поета Горація, біблейських псалмів, писав також промови політичного змісту. Мав велику колекцію музичних інструментів. У 1746 році у Підгірцях для Вацлава Петра Жевуського працював видатний німецький композитор і теоретик музики Йоганн Філіп Кірнбергер, зокрема написав декілька сонат для флейти. Також замовляв музичні твори у італійського композитора Філіппо Руге, голландського композитора Крістіана Ернста Фрідріха Графа.
За наказом В. П. Жевуського, було зроблено чудовий парк при палаці у Підгірцях. Креслення цього парку розробив Жевуський разом з Цезарем (Карл, Кароль) Романусом.

## Твори
- Жолкевський. 1758 рік.
- Непроханий. 1759 рік.
- Король Владислав під Варною. 1760 рік.
- Дивак. 1760 рік.
- Промови й листи. 1761 рік.
- Забавки. 1762 та 1766 роки.

## Родина[9]
Дружина (з 1732) — княжна Анна Любомирська (1714—1763), донька чернігівського воєводи князя Юзефа Любомирського від другого шлюбу з Терезою Мнішек. Діти:
- Станіслав Фердинанд (1737—1786), холмський староста, підстолій великий литовський, хорунжий великий литовський, генерал-майор австрійської армії.
- Юзеф (1739—1816), дрогобицький староста, генерал-лейтенант військ коронних.
- Тереза Кароліна (1742–1787), в першому шлюбі — друга дружина (з 1764, розлучені в 1781) князя Кароля Станіслава «Пане коханку» Радзивілла (1734—1790), другим шлюбом за Феліксом Хобжинським.
- Северин (1743—1811), останній польний гетьман коронний.
- Марія Людвіка (1744—1816), з 1766 за графом Яном Миколаєм Ходкевичем (1738—1781).

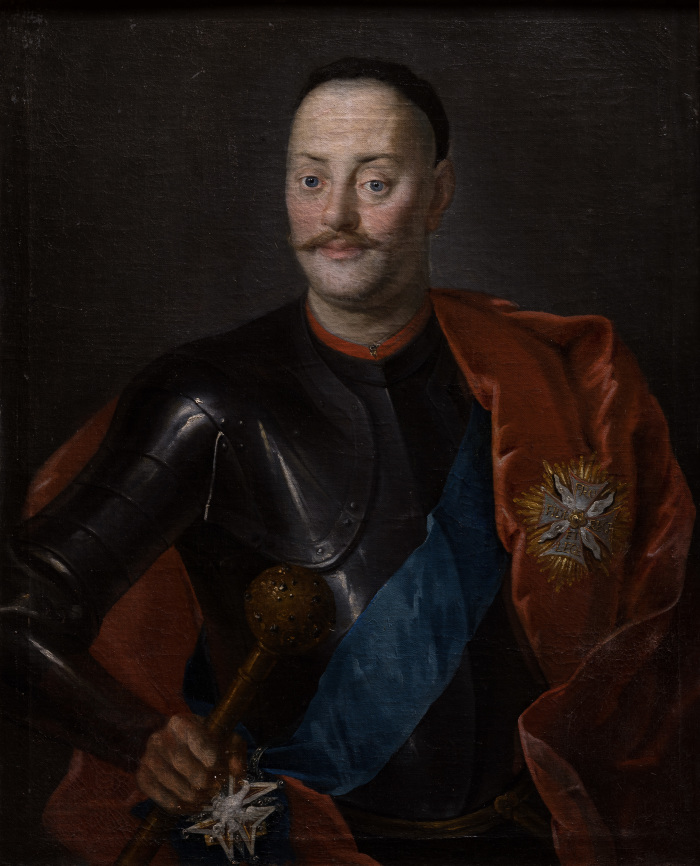
Портрет Вацлава Жевуського, автор Василь Петранович
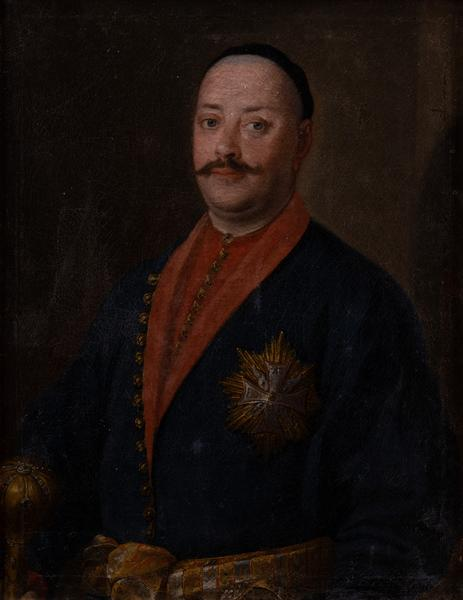
Портрет Вацлава Жевуського
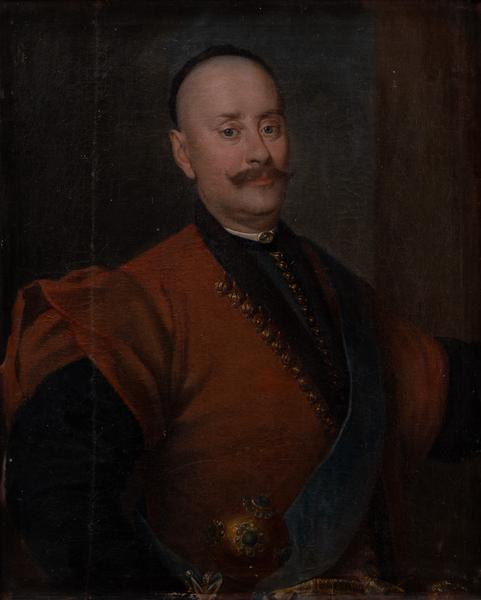
Портрет Вацлава Жевуського
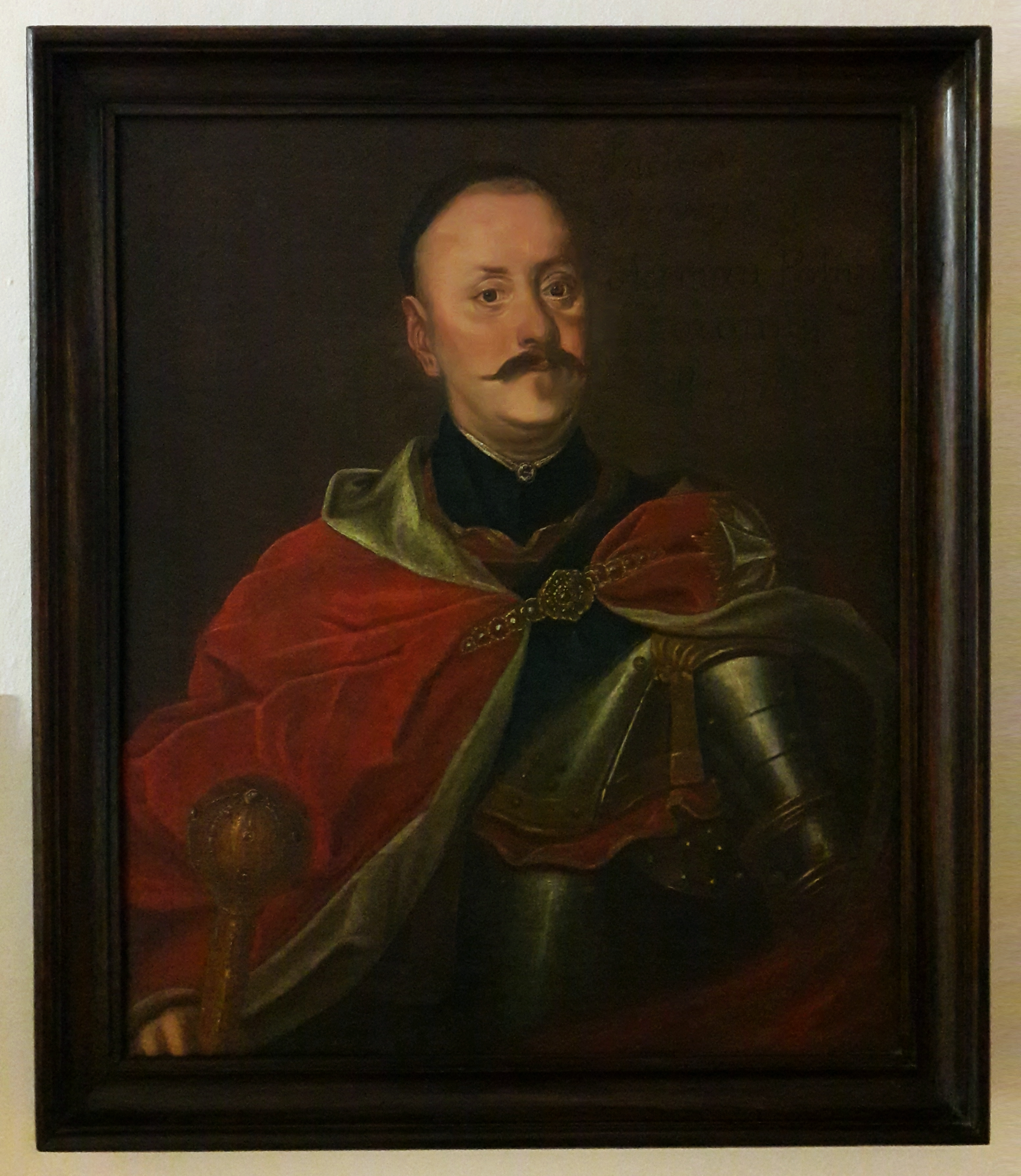
Портрет Вацлава Жевуського у колекції Люблінського музею
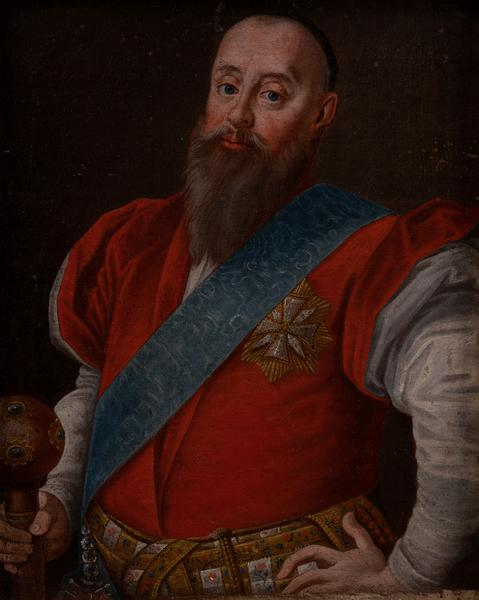
Портрет Вацлава Жевуського
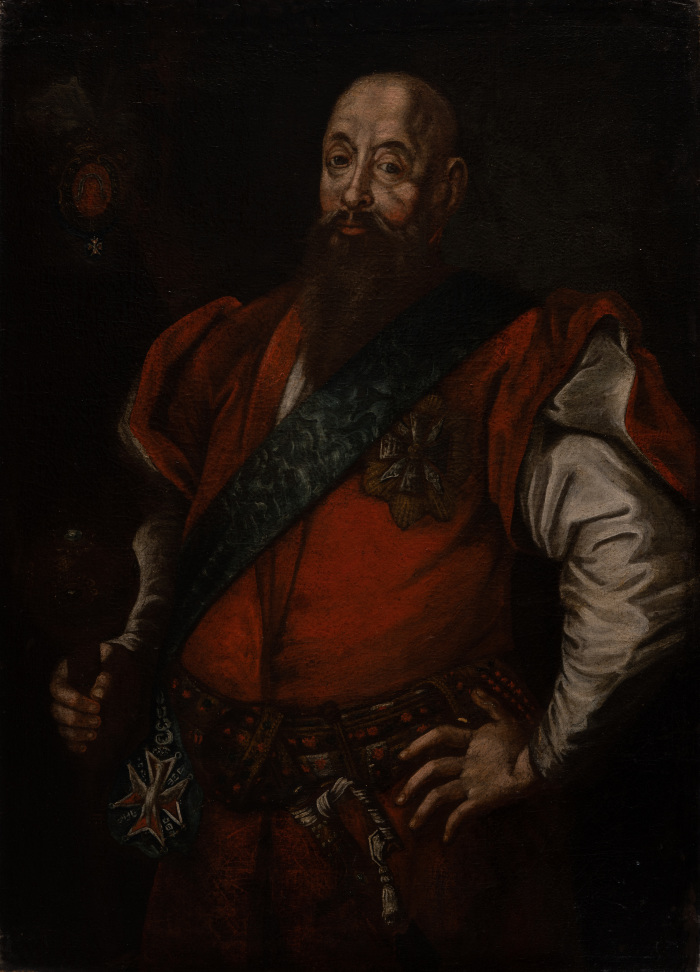
Портрет Вацлава Жевуського
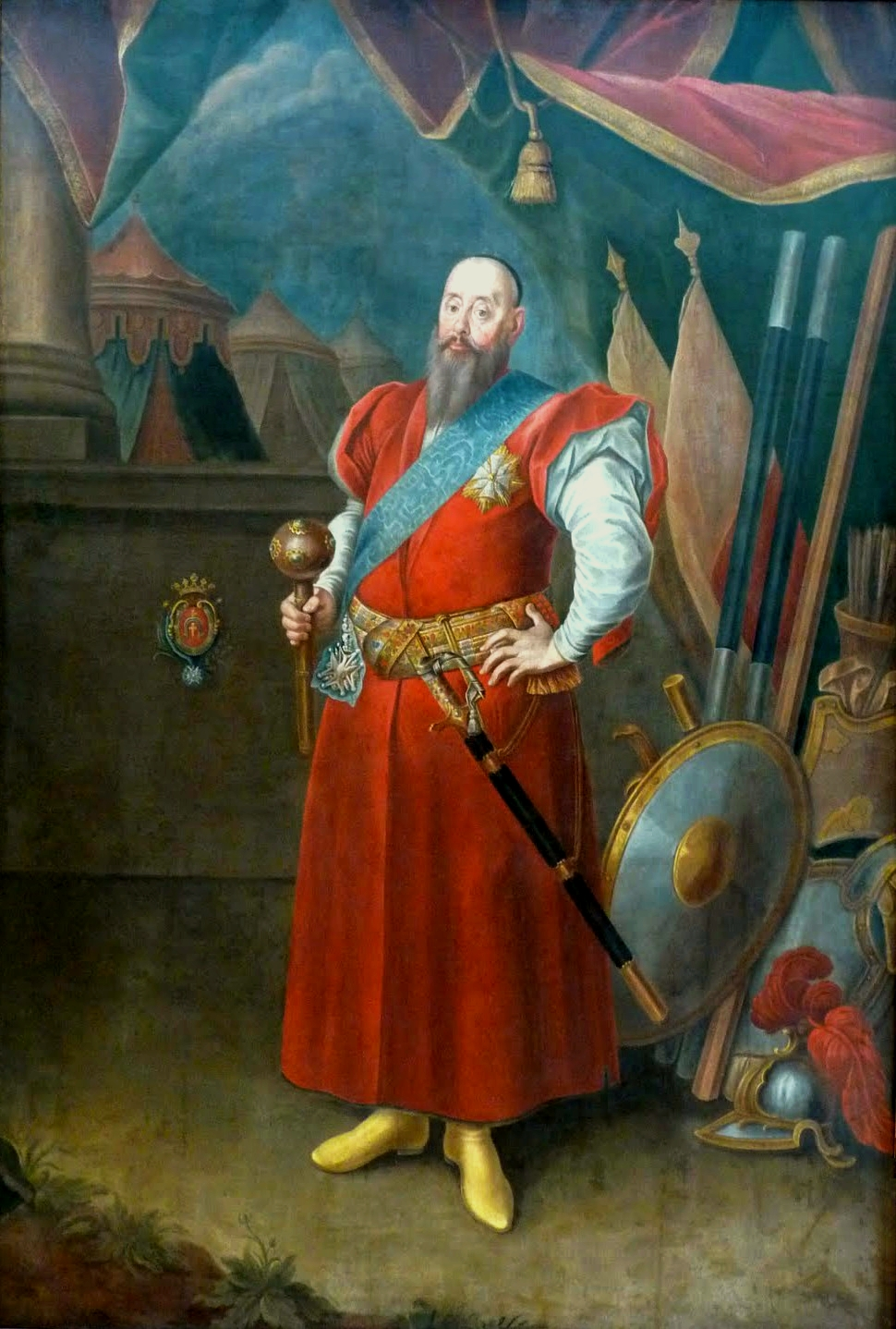
Портрет Вацлава Жевуського
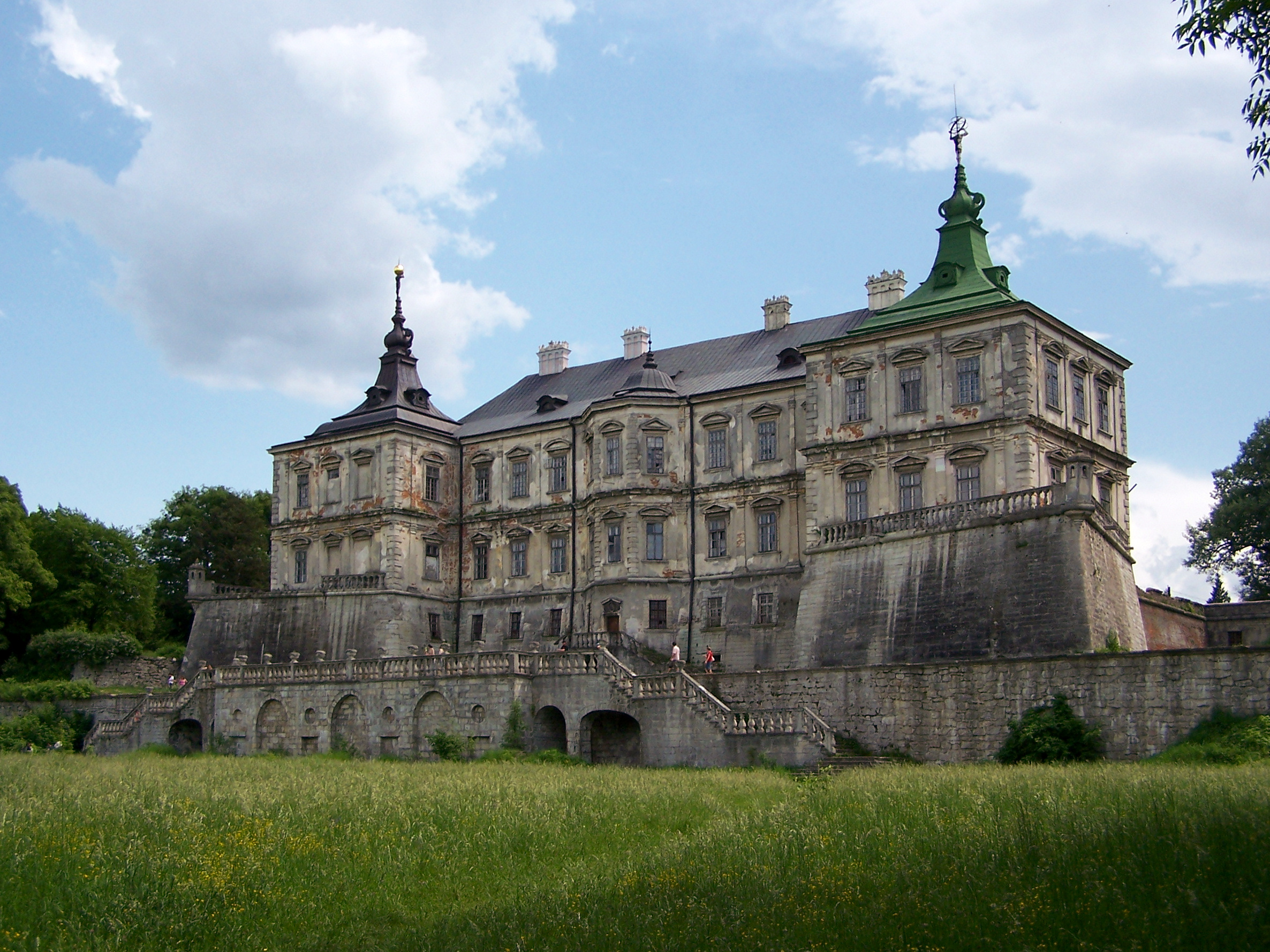
Палац в Підгірцях
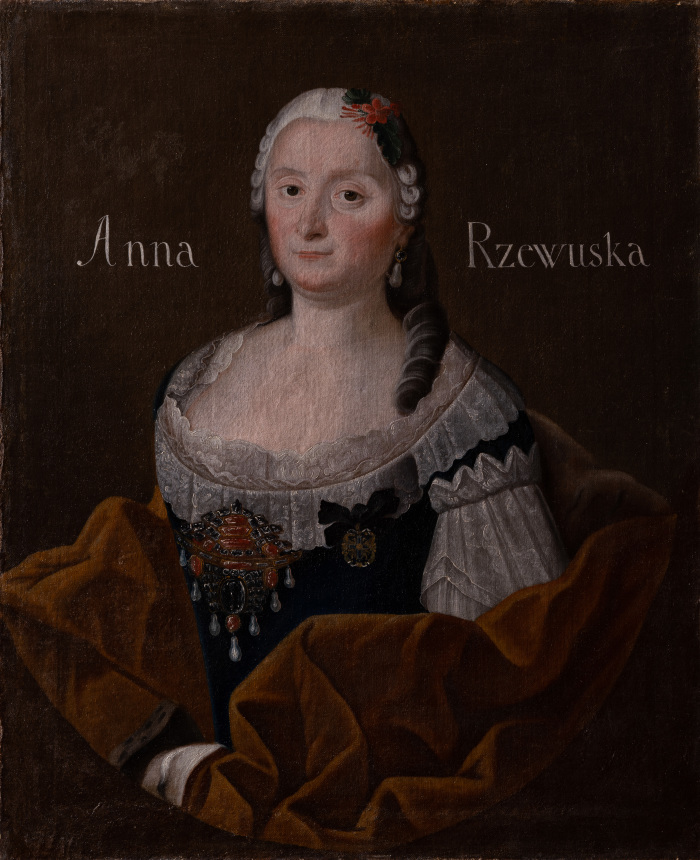
Портрет Анни Жевуської (дружина)
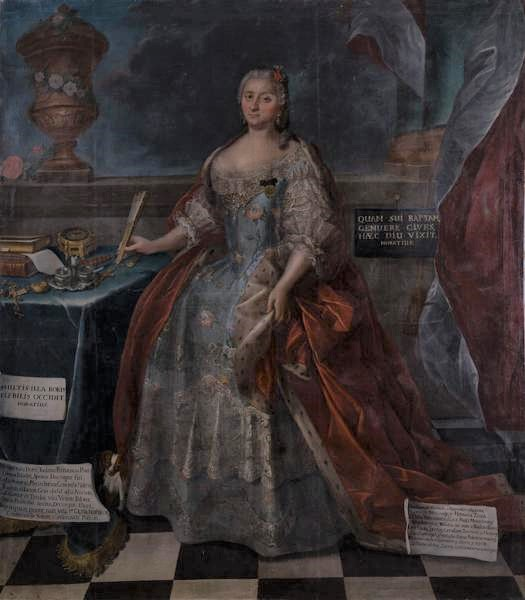
Анна Жевуська (дружина)
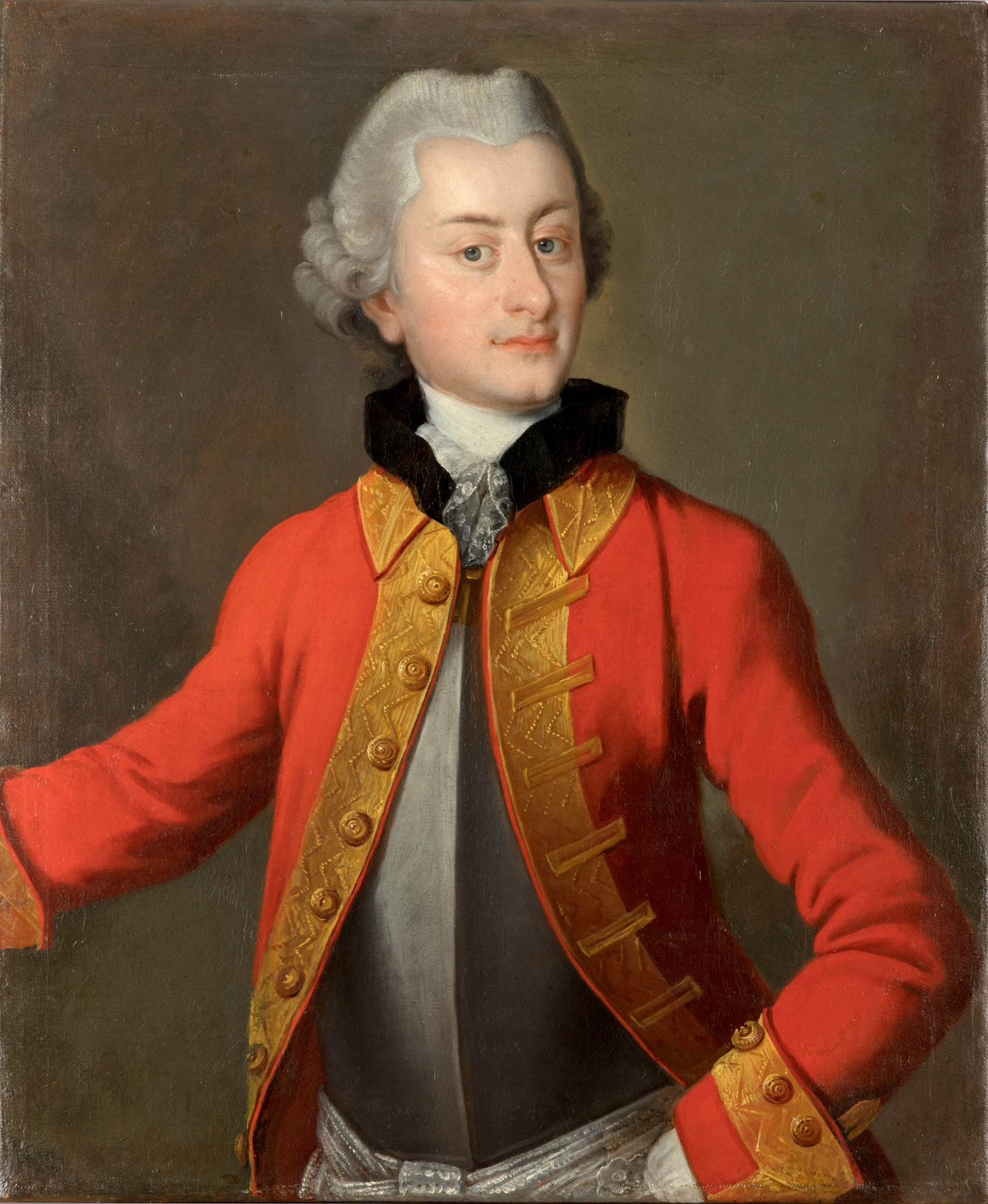
Северин (син)
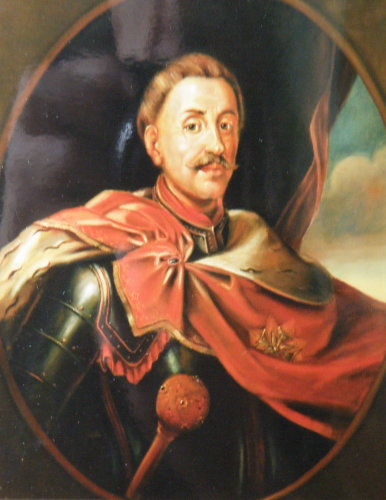
Станіслав Матеуш (батько)
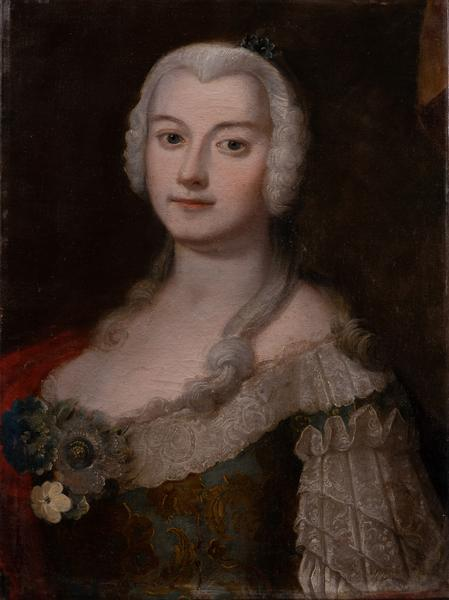
Людвіка Елеонора Жевуська (мати)